# Porgera-Goldmine
Die Porgera-Goldmine ist eine Gold- und Silbermine in der Enga Province in Papua-Neuguinea. Das Bergwerk liegt etwa 130 Kilometer westlich der Stadt Mount Hagen und 600 Kilometer nordwestlich von Port Moresby. Die Produktion des Bergwerks macht wertmäßig 12 Prozent des Exports von Papua-Neuguinea aus.
Die Mine wird von Barrick Gold betrieben und ist eines der zehn größten Goldbergwerke der Welt. Barrick betreibt im Jahr 2012 aktiv 26 Goldbergbaue weltweit; es ist das größte Goldabbau-Unternehmen der Welt.
Die Porgera-Goldmine ist wegen Übergriffen auf die indigene Bevölkerung durch die etwa 450 privaten Sicherheitskräfte der Bergwerksgesellschaft und wegen Umweltbelastungen in die öffentliche Diskussion geraten.

## Lage
Der Gold- und Silberabbau findet über dem Porgera Valley in einem Regenwald auf einem Hochplateau auf 2200 bis 2700 Metern statt. Das Plateau liegt in einer Zone, in der die indo-australische und die pazifische Platte aufeinanderstoßen, die häufig Erdbeben auslösen. Die höchsten Berggipfel dieses Gebiets mit mehr als 4500 Metern über Meereshöhe sind durch tiefe Täler getrennt und werden durch schnell fließende Flüsse entwässert. Es gibt starke Niederschläge, die im Durchschnitt jährlich etwa 3700 mm betragen. Dies führt an den steilen Hängen des Porgera Valley zu Erosion mit häufigen Erdrutschen und Felsstürzen.

## Geschichte

### Frühe Jahre ab 1938
1938 drangen Prospektoren in das von der Zivilisation weit abgelegene Gebiet ein, in dem die Ethnie der Ipili leben, und entdeckten Gold. In der Vorstellung dieser indigenen Menschen war der etwa 2800 Meter hohe Mount Waruwari von einem Schlangengeist namens „Kupiana“ geschaffen worden, der Gold zum Nutzen der dortigen Menschen im Tausch gegen Schweine und andere Utensilien hinterließ. Da in Gesellschaften, die Tauschhandel betreiben, andere Wertvorstellungen gelten, nehmen die dortigen Eingeborenen an, dass erst dann, wenn alles Gold des Berges abgebaut und sie Geschenke wie Perlen und Schweine erhalten haben, sie in den „Himmel“ kommen. In den 1950er und 60er Jahren begann der Goldabbau, den die Ipili in eigenen Claims betrieben oder an Kolonialisten gegen Geschenke vergaben. In den 1980er Jahren waren 75 % der männlichen indigenen Bevölkerung dieses Gebiets mit dem Goldschürfen befasst.

### Veränderung durch den Bergbau ab 1998
Nach 1994 begann der Tagebau mit großräumigen Gesteinssprengungen, einer Flotte von 700 Muldenkippern und Schaufelbaggern. Die riesigen Abraumhalden wurden mit flüssigem Natriumcyanid besprüht und erzeugten toxische Wässer in Depots.
1998 unterbreitete das kanadische Bergbauunternehmen Placer Dome einen Vorschlag für einen Bergbau und einigte sich mit 2000 Ipili über die Bergbaurechte. Die Ipili gingen davon aus, dass ihnen das Land weiterhin gehöre und die Gesellschaft lediglich darin eine Mine betrieb. Zusätzlich kam es zu einer Spaltung der Bevölkerung in diejenigen mit und diejenigen ohne Landanteile. Ferner versprach Placer Dome, dass das Bergwerk um ihre Siedlungen herum gebaut werden wird.

### Folgen für Menschen und Umwelt
Der Bergbau führte dazu, dass 10.000 Menschen um ein großes Bergwerk herum leben, das nicht nur unter Tage, sondern auch im offenen Tagebau betrieben wird.
Dadurch, dass das Gelände nicht in Gänze eingezäunt werden kann, geraten Kinder auf das gefährliche Gelände und Eingeborene, die das Gelände betreten, entweder weil sie es für ihr Eigentum halten oder dort Gold suchen, werden von einer Sicherheitsmannschaft von 450 Personen abgehalten. Zu 16 Todesfällen kam es bis 2006 durch Felsstürze und Erdrutsche, die in Zusammenhang mit dem Bergbau stehen. 14 Todesfälle ereigneten sich in Konflikten mit den Sicherheitskräften, während Placer Dome von 8 Fällen sprach. In anderen Quellen wird im Jahr 2005 von 21 Getöteten gesprochen. Human Rights Watch dokumentierte in den Jahren 2008 bis 2010 mehrere Vorstöße gegen die Menschenrechte und sexuelle Gewalt gegenüber Frauen durch private Sicherheitskräfte, die Barrick beschäftigt. 2010 entließ Barrick wegen derartiger Vorfälle sechs Sicherheitskräfte. 2009 kam es zu einem Zwischenfall, als Bewohner am Rand der Bergwerks von Polizeikräften vertrieben und ihre Häuser niedergebrannt wurden, der Amnesty International veranlasste, die Regierung von Papua-Neuguinea aufzufordern, die Angelegenheit zu untersuchen.
Das Bergwerk brachte aber auch elektrischen Strom in das von der Zivilisation entfernte Gebiet, Schulen wurden eingerichtet, Krankenhäuser und Gemeinschaftseinrichtungen entstanden. Es gibt aber auch Hinweise darauf, dass um das Bergwerk eine Situation entstanden sei, die mit dem Goldrausch der 1800er Jahre in Kalifornien verglichen wird, mit ethnischen Konflikten, Gewaltanwendung, Prostitution und Spielsucht.
Die Muldenkipper-Flotte transportiert goldhaltiges Gestein zu der Verarbeitungsanlage, wo das goldhaltige Gestein zunächst durch Gewichtstrennung und in Mahlvorgängen aufbereitet, in vier Autoklaven unter hohen Druck und Temperaturen von knapp 200 °C gesetzt, um in Floationzellen und im Verfahren der Cyanidlaugung gewonnen zu werden.
Natriumcyanid ist giftig; es wird auf die goldhaltigen Halden in der Nähe menschlicher Siedlungen flüssig aufgesprüht, um das Gold aus dem Gestein zu lösen. Im Prozess der Cyanidlaugung wird Gold chemisch in hochgiftigen Sickerwässern gebunden.
Nach Filtration und Ausfällung entsteht brauner Schlamm, aus dem nach Waschen und Trocknen durch Reduktion Rohgold gewonnen wird. In diesem Prozess entstehen Blausäure und Cyanide, die trotz Wiederverwendung der Lauge in die Umwelt entweichen können. Alle in diesem Prozess entstehenden Stoffe sind giftig. Diese werden zwar leicht in der Natur zersetzt und abgebaut, dennoch können die entstehenden großen Abraumhalden und Cyanid-Stäube durch Wind und Wasser unkontrolliert verteilt werden, Giftstoffe in die Umwelt gelangen und schwere ökologische Schäden verursachen. Zusätzlich befindet sich in Pyritmineralen giftiges Arsen, das freigesetzt werden kann.

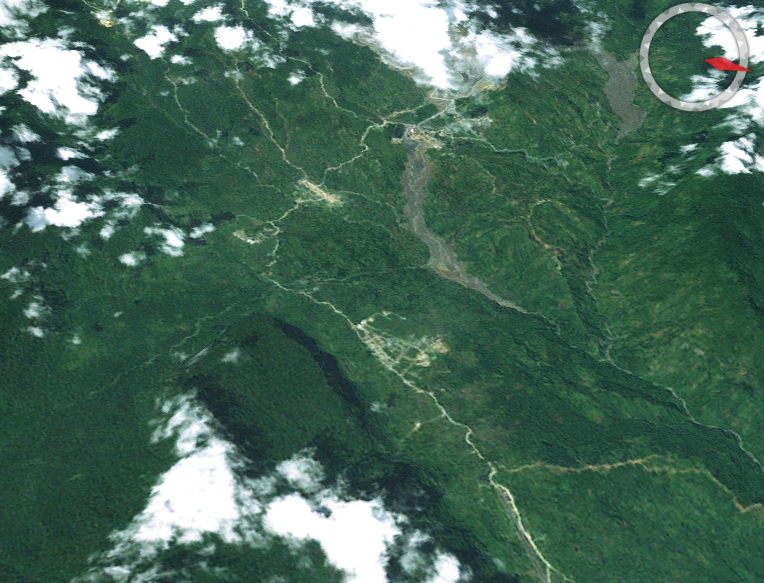
NASA-Satellitenbild des Minengebietes (Bildmitte) mit Abraumhalden (grau)

Das Bergwerk hat eine tägliche Förderkapazität von 210.000 Tonnen Gestein, das entspricht 76 Millionen Tonnen pro Jahr. Besonders kritisch muss die Lagerung des Materials gesehen werden, das nach der Laugung entsteht. Ein Depot befindet sich direkt in einem Fluss, wo das nicht mehr verwertbare Gestein entsorgt wird; derartige Entsorgungen sind in anderen Ländern verboten. Ein weiteres Problem ist die Einleitung in einen Fluss, der am Bergwerk vorbeiführt und Millionen Tonnen kontaminiertes Schwemmmaterial transportiert. Man geht davon aus, dass die problematischen zu entsorgenden Stoffe mit einem Volumen von 5 bis 6 Millionen Tonnen jährlich über den Strickland River bis in den etwa 1000 Kilometer entfernten Golf von Papua transportiert werden. Dennoch erhielt das Bergwerk eine Zertifizierung nach dem  International Cyanide Management Code. Ferner wurden durch Untersuchungen im Lake Murray, dem größten See von Neuguinea, hohe Anteile von hochgiftigem Quecksilber festgestellt, das beim illegalen Goldschürfen verwendet wird.
Im Januar 2009 gab das norwegische Finanzministerium bekannt, dass sich der staatliche Pensionsfonds Norwegens von Investitionen in Barrick Gold trennen werde, da es im Betrieb der Porgera-Goldmine ernsthafte Schädigungen der Umwelt verursacht.

## Geologie
Die Lagerstätte ist räumlich und zeitlich mit einer miozänen Intrusion aus natriumreichen basaltähnlichen Gesteinen mit gabbroider und porphyrischer Textur verbunden. Magmatismus und Mineralisation ereigneten kurz vor der Kollision des nordöstlichen Kontinentalrandes der Australischen Platte mit einem Inselbogen. Die mineralisierten Zonen liegen in alterierten Bereichen, in Sulfid-Adern, Quarzadern und tektonischen Brekzien.
Die Mineralisation erfolgte entlang der Grenzen der Porgera-Intrusion. Dabei bildeten sich goldhaltiges Pyrit, Sphalerit, Galenit; gold- und arsen-haltiges Pyrit, Gold und Electrum. Hauptsächlich befindet sich das Gold in submikroskopischer Form im Pyrit.
Nach Schätzungen betragen die goldhaltigen Gesteinsreserven 51,5 Millionen Tonnen mit einem Goldgehalt von 0,23 oz.tr./t.

## Eigentümer und Beschäftigung
Die Porgera-Goldmine ist das zweitgrößte Bergwerk in Papua-Neuguinea. Es wurde 2006 von Barrick Gold von Placer Dome übernommen. Emperor Gold Mine hielt einen Minderheitsanteil von 20 Prozent, der im April 2007 an Barrick verkauft wurde. 5 Prozent befinden sich im Eigentum des Unternehmens Mineral Resources Enga, das der Enga Provincial Government, der Nationalregierung von Papua New Guinea und den Porgera-Landeigentümern gehört.
2006 waren etwa 2500 Personen im Bergwerk beschäftigt, davon 93 Prozent indigener Abstammung. Personal, sofern es nicht am Bergwerk wohnt, wird mit Flugzeugen zum Bergwerk im Schichtwechsel eingeflogen. Alle Gerätschaften und das gesamte Material für das Bergwerk muss über die Straße vom 680 Kilometer entfernten Hafen von Lae transportiert werden.
Im August 1994 wurden elf Arbeiter durch eine Explosion von Sprengstoff getötet, der sich auf dem Bergwerksgelände befand.
Am 3. März 2012 wurden fünf Personen getötet, da sie sich als illegale Goldsucher auf dem Bergwerksgelände befanden, als eine Routinesprengung stattfand. Drei Überlebende wurden festgehalten.

## Produktion

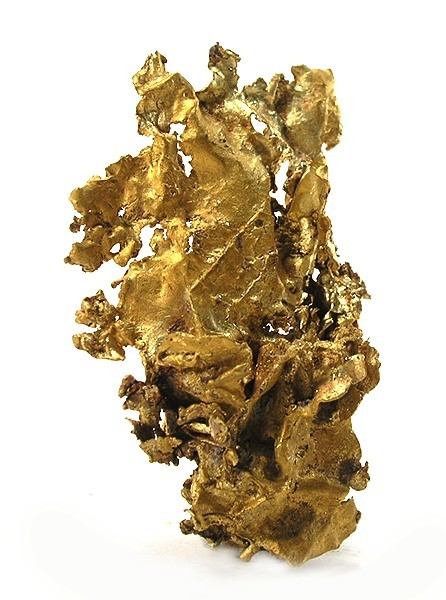
Ein Goldstück außergewöhnlicher Größe aus der Porgera-Goldmine (Größe: 4,7 × 2,8 × 1,6 cm)

| Jahr | Gold      | Silber  |  | Jahr | Gold      | Silber  |
| 1990 | 265.890   | 224.227 |  | 2000 | 910.434   | 110.276 |
| 1991 | 1.216.101 | 593.312 |  | 2001 | 760.622   | 113.043 |
| 1992 | 1.485.077 | 139.619 |  | 2002 | 641.811   | 126.772 |
| 1993 | 1.156.670 | 129.860 |  | 2003 | 851.920   | 164.691 |
| 1994 | 1,032.768 | 133.890 |  | 2004 | 1.019.746 | 185.336 |
| 1995 | 848.870   | 90.770  |  | 2005 | 867.925   | 157.740 |
| 1996 | 854.822   | 106.535 |  | 2006 | 523.358   | 104.238 |
| 1997 | 712.693   | 100.479 |  | 2007 | 513.177   | 79.561  |
| 1998 | 726.806   | 91.614  |  | 2008 | 632.603   | 90.610  |
| 1999 | 754.754   | 100.694 |  | 2009 | 572.595   | 94.764  |
|      |           |         |  | 2010 | 527.399   | 96.878  |